# Чилтон, Роберт
Роберт Холл Чилтон (англ. Robert Hall Chilton; 25 февраля 1825 — 18 февраля 1879) — американский военный, офицер армии США, бригадный генерал армии Конфедерации в годы гражданской войны. Служил начальником штаба Северовирджинской армии.

## Ранние годы
Чилтон родился в округе Лаудон в Вирджинии. Он был сыном Уильяма и Сары (Поуэлл) Чилтонов. В 1833 году он поступил в военную академию Вест-Пойнт и окончил её 48-м из 57 кадетов выпуска 1837 года. Он был определен вторым лейтенантом в 1-й драгунский полк и был направлен в Канзас в форт Ливенворт.
21 февраля 1842 получил звание первого лейтенанта. 25 сентября 1845 года женился в Нью-Йорке на Лоре Энн Томпсон Мэйсон (1829—1911). В их семье было трое детей: Лора Мейсон, Эмили Виргиния и Роберт Ли Чилтон.
Чилтон участвовал в мексиканской войне и 23 февраля 1847 года получил временное звание майора за сражение при Буэна-Виста. В том сражении он под обстрелом вынес с поля боя раненого полковника Джефферсона Дэвиса.

## Гражданская война
Чилтон находился в Техасе, когда узнал о бомбардировке форта Самтер. 29 апреля он уволился из армии США и отправился в Вирджинию, где вступил на службу в армию Конфедерации в звании подполковника. Он попал в штаб генерала Роберта Ли и вскоре дослужился до начальника штаба. Он находился на этой должности во время мерилендской кампании. Считается, что именно Чилтон подписал знаменитый «Специальный приказ 191», хотя некоторые исследователи считают, что Чилтон приказ не подписывал.
В октябре 1862 года ему присвоили звание бригадного генерала, однако это звание не было утверждено конгрессом Конфедерации до 16 февраля 1864 года.